# Сухоріченська сільська рада (Бузулуцький район)
Сухорі́ченська сільська рада (рос. Сухореченский сельский совет) — сільське поселення у складі Бузулуцького району Оренбурзької області Росії.
Адміністративний центр — село Сухорічка.

## Населення
Населення — 1690 осіб (2019; 1588 в 2010, 1436 у 2002).

## Склад
До складу сільської ради входять:
| Населений пункт                 | Населення, осіб (2002) | Населення, осіб (2010) |
| ------------------------------- | ---------------------- | ---------------------- |
| Бузулукське Лісничество, селище | 196                    | 210                    |
| Мічуріно, селище                | 88                     | 100                    |
| Сухорічка, село                 | 1152                   | 1278                   |